# 65535
65535是65534与65536之间的自然数。

## 数学性质
- 65535是四个费马数的乘积：65535=(2+1)(4+1)(16+1)(256+1)。因此正65535边形可以用尺规作图的方式画出。
- 65535是第15个626边形数、第5个6555边形数、第3个21846边形数。

## 在电脑计算中
- 在16位元计算机中，65535是能所表达的最大记忆数。
- 在具有旧的16位地址总线的计算机中（例如MOS Technology 6502和Zilog Z80），65535（FFFF16）也是最大的可寻址内存地址。因此这样的处理器只能支持最多64KiB的可寻址内存。
- 在互联网协议中，由于端口0被保留，65535也是每一个IP地址中TCP和UDP可用端口的数量（各65535个）。
- 一个Java类或接口最多可以有65535种方法。Java中构造函数的代码被限制为65535字节。
- 在一些实现微型BASIC的程序中，输入一个数被零除的命令将返回65535。
- 在一个未打补丁的Microsoft Excel 2007版本中，许多结果为65535的算式会得出错误结果。例如=850*77.1显示100000而不是65535。微软的报告表明此问题[1]只是一个接近65535和65536的浮点数问题。这个问题在Office 2007 service pack 2中消失。
- 65535是很多电子游戏或軟體的用户变量的极限，像是星际争霸中的攻击伤害，龙斗士中的经验值，Mu在线的用户统计数据，Legend of Legaia中最终boss中的生命值。